# Сумін (Ліпновський повіт)
Сумін (пол. Sumin, нім. Saumfeld) — село в Польщі, у гміні Кікул Ліпновського повіту Куявсько-Поморського воєводства.
Населення — 470 осіб (2011).
У 1975-1998 роках село належало до Влоцлавського воєводства.

## Демографія
Демографічна структура станом на 31 березня 2011 року:
|          | Загалом | Допрацездатний вік | Працездатний вік | Постпрацездатний вік |
| -------- | ------- | ------------------ | ---------------- | -------------------- |
| Чоловіки | 253     | 61                 | 174              | 18                   |
| Жінки    | 217     | 48                 | 121              | 48                   |
| Разом    | 470     | 109                | 295              | 66                   |